# NFL Quarterback Club '97
NFL Quarterback Club '97 er et amerikansk football videospil udgivet den 5. september 1996. Spillet blev udgivet på PlayStation, Sega Saturn og PC systemer.